# Сікорський Казимир Броніславович
Казимир Броніславович Сікорський (26 вересня 1935/1936, село Ходаки, нині Шумського району — 16 квітня 2012) — український художник-сценограф, скульптор. Заслужений діяч мистецтв України (1997), лауреат обласної премії ім. Михайла Бойчука (1992).

## Життєпис
Народився 26 вересня 1935 (за іншими даними 1936) року в селі Ходаки (за іншими даними в с. Сураж, обидва села нині входять до складу Шумського району Тернопільської області, Україна).
Після закінчення середньої школи проживав у Шумську з 1945 року. Закінчив Львівський інститут прикладного мистецтва (тепер національна академія мистецтв) за спеціальністю «Проектування меблів та оформлення інтер'єрів» у майстерні М. Курилича та І. Скобаля. Працював у Києві (рекламно-виробничий комбінат). У 1974—1998 роках головний художник Тернопільського обласного драматичного театру імені Тараса Шевченка (нині Тернопільський академічний обласний драматичний театр ім. Т. Г. Шевченка).
Дружина — Галина Садовська, журналіст, літератор, членкиня НСЖУ з 1975 року.
Помер у понеділок 16 квітня 2012 року. З митцем прощалися у приміщенні театру імені Тараса Шевченка, а поховали 18 квітня на Микулинецькому цвинтарі.

## Доробок
- пам'ятник Тарасові Шевченку (1999 р, Шумськ)
- пам'ятник Северинові Наливайку (1992 р., Гусятин)
- пам'ятна таблиця полковника Нестора Морозенка (замкова стіна; 1975 р., Збараж)
- монумент воїнам-«афганцям», Тернопіль
- меморіальні таблиці, погруддя діячів Тернопільщини
- автор художнього оформлення:
  - вистав ТОДТ ім. Т. Шевченка, зокрема, «Поки живу — люблю», «Кайдашева сім'я» «Привиди», «Кар'єра Артуро Уї» та інших
  - опер «Золотий обруч» Бориса Лятошинського та «Купало» Анатоля Вахнянина у Київському театрі опери та балету (нині Національний академічний театр опери та балету України імені Тараса Шевченка).

## Вшанування пам'яті
Про Казимира Сікорського телекомпанія TV-4 відзняла фільм «Життя на чистовик» (творча група: Галина Садовська, Анатолій Крохмальний, Ігор Камінський, Володимир Луцишин, Інна Петрук, Ярослав Крохмальний).
26 вересня 2016 року в Шумську урочисто відкрили меморіальну дошку К. Сікорському на будівлі колишньої школи, де нині розташоване Шумське ПТУ.